# 隆加島 (斯萊特群島)
隆加島是蘇格蘭的島嶼，位於大西洋海域，屬於斯萊特群島的一部分，由阿蓋爾-比特負責管轄，面積2.54平方公里，最高點海拔高度98米，2001年人口僅7人。
56°13′N 5°42′W / 56.217°N 5.700°W